# Alpha (pel·lícula)
Alpha, al principi anomenada The Solutrean (el solutrià), és una pel·lícula històrica dramàtica dirigida pel nord-americà Albert Hughes i amb data d'estrena anunciada per principis de l'any 2018. Els personatges de la pel·lícula parlen un idioma que anomenen "solutrià", pel període cultural del Paleolític superior en què s'ambienta la pel·lícula, que recrea una escena de caçadors de bisons, entre altres coses. S'ha subtitulat al català.
La pel·lícula va tenir escenes filmades al Canadà (Colúmbia Britànica, Alberta…) i també a paratges naturals d'Islàndia.

## Argument
La pel·lícula narra una història èpica ambientada fa més de 20.000 anys, el que seria el Paleolític superior, on una tribu de nòmades viu el dia a dia de l'època fins que, durant una cacera de bisons, un dels seus integrants, cau per un espadat, fent creure a la tribu que ha mort. No obstant això, el noi sobreviu i intenta fer un llarg viatge de tornada a la seva tribu, intentant rodejar l'immens congost, un camí ple de depredadors i on únicament comptarà amb l'amistat que acaba fent amb un llop salvatge.

## Repartiment
- Kodi Smit-McPhee, com a principal protagonista
- Leonor Varela, com a xaman de la tribu
- Natassia Malthe, com a Rho
- Jóhannes Haukur Jóhannesson, com a Tau
- Jens Hultén, com a Xi
- Mercedes de la Zerda, com a Nu

## Polèmiques
Mitjans canadencs van denunciar que durant la gravació, van matar de forma intencionada, cinc exemplars de bisons salvatges. Fet que ha dut a Humane Society of the United States a investigar el cas. Les carcasses de bisons usats en la pel·lícula provenien d'una granja especialitzada on aquests animals són sacrificats per la seva carn. En aquest cas, és probable que hi hagués un error de comunicació on sembla que el granger va sacrificar els bisons per la pel·lícula sense utilitzar-ne la carn, tot i que els directors i productors només volien el producte secundari de la matança regular de la granja; les carcasses.